# Isotopes du soufre

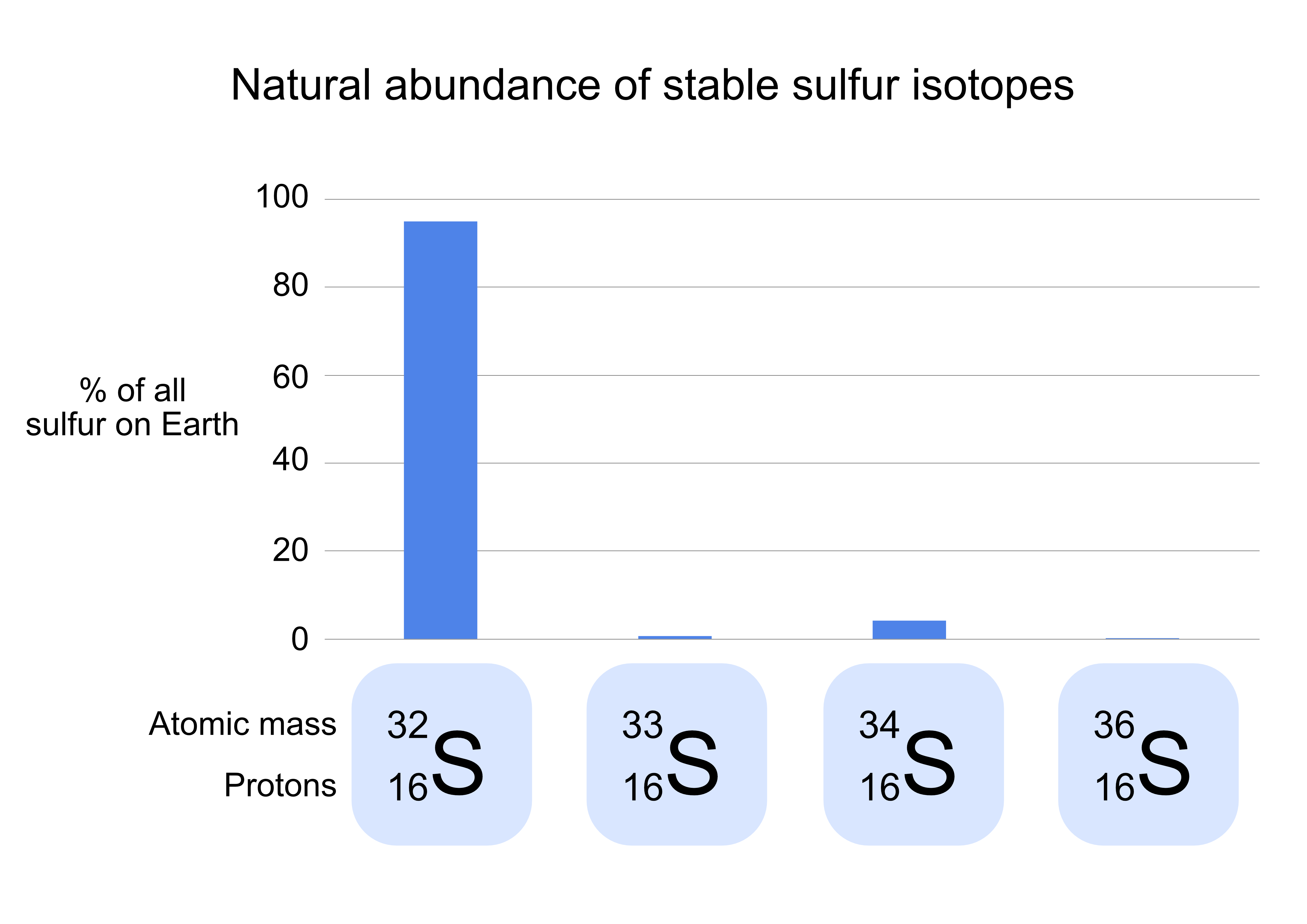
Diagramme en bâtons representant la répartition des isotopes de soufre.

Le soufre (S, numéro atomique 16) possède 25 isotopes et un isomère nucléaire connus, de nombre de masse variant de 26 à 49, dont quatre sont stables : 32S (très majoritaire), 33S, 34S et 36S, pour une masse atomique standard de 32,065(5) u. La prépondérance du soufre 32 est expliquée par sa production à partir du carbone 12 par fusion successive avec cinq noyaux d'hélium 4 dans les réactions alpha précédant les explosions en supernova de type II (voir aussi Fusion du silicium).
Le radioisotope à la demi-vie la plus longue est 35S, avec 87,5 jours, suivi de 38S (170 minutes) et 37S (5 minutes). Tous les autres isotopes ont une demi-vie inférieure à 1 minute, voire pour une grande partie d'entre eux inférieure à la seconde. L'isotope à la durée de vie la plus courte est 49S, avec une demi-vie inférieure à 200 nanosecondes. Les isotopes plus légers que les isotopes stables se désintègrent principalement par émission de positron (β+) en isotopes du phosphore, les plus lourds par désintégration β− en isotopes du chlore.
35S est formé par la spallation des rayons cosmiques de l'argon 40 de l'atmosphère.

## Soufre naturel
Le soufre naturel est constitué des quatre isotopes stables 32S, 33S, 34S et 36S, avec des traces de 35S cosmogénique.
La variabilité de la fraction de soufre 34 dans un échantillon peut être cartographiée dans des  isoscapes (en) et être utilisée conjointement à celles d'isotopes d'autres éléments à des fins de traçage de matériel archéologique. En effet le collagène extrait de restes humains contient du soufre apporté par l'alimentation, et la proportion de soufre 34 y est la même que celle dans l'environnement où la nourriture a été produite pour peu que l'individu ait eu un régime local et pauvre en fruits de mer.
| Isotope | Abondance (pourcentage molaire) | Gamme de variations |
| ------- | ------------------------------- | ------------------- |
| 32S     | 94,93 (31) %                    | 94,454 – 95,281     |
| 33S     | 0,76 (2) %                      | 0,730 – 0,793       |
| 34S     | 4,29 (28) %                     | 3,976 – 4,734       |
| 35S     | Traces                          |                     |
| 36S     | 0,02 (1) %                      | 0,013 – 0,027       |

## Table des isotopes
| Symbole de l'isotope | Z (p)                | N (n)                | masse isotopique (u) | Demi-vie         | Mode(s) de désintégration | Isotope(s)-fils | Spin nucléaire |
| Symbole de l'isotope | Énergie d'excitation | Énergie d'excitation | Énergie d'excitation | Demi-vie         | Mode(s) de désintégration | Isotope(s)-fils | Spin nucléaire |
| -------------------- | -------------------- | -------------------- | -------------------- | ---------------- | ------------------------- | --------------- | -------------- |
| 26S                  | 16                   | 10                   | 26,02788(32)#        | 10# ms           | 2p                        | 24Si            | 0+             |
| 27S                  | 16                   | 11                   | 27,01883(22)#        | 15,5(15) ms      | β+ (98,0 %)               | 27P             | (5/2+)         |
| 27S                  | 16                   | 11                   | 27,01883(22)#        | 15,5(15) ms      | β+, 2p (2,0 %)            | 25Al            | (5/2+)         |
| 27S                  | 16                   | 11                   | 27,01883(22)#        | 15,5(15) ms      | β+, p (<0,1 %)            | 26Si            | (5/2+)         |
| 28S                  | 16                   | 12                   | 28,00437(17)         | 125(10) ms       | β+ (79,3 %)               | 28P             | 0+             |
| 28S                  | 16                   | 12                   | 28,00437(17)         | 125(10) ms       | β+, p (20,7 %)            | 27Si            | 0+             |
| 29S                  | 16                   | 13                   | 28,99661(5)          | 187(4) ms        | β+ (53,6 %)               | 29P             | 5/2+           |
| 29S                  | 16                   | 13                   | 28,99661(5)          | 187(4) ms        | β+, p (46,4 %)            | 28Si            | 5/2+           |
| 30S                  | 16                   | 14                   | 29,984903(3)         | 1,178(5) s       | β+                        | 30P             | 0+             |
| 31S                  | 16                   | 15                   | 30,9795547(16)       | 2,572(13) s      | β+                        | 31P             | 1/2+           |
| 32S                  | 16                   | 16                   | 31,97207100(15)      | Stable           | Stable                    | Stable          | 0+             |
| 33S                  | 16                   | 17                   | 32,97145876(15)      | Stable           | Stable                    | Stable          | 3/2+           |
| 34S                  | 16                   | 18                   | 33,96786690(12)      | Stable           | Stable                    | Stable          | 0+             |
| 35S                  | 16                   | 19                   | 34,96903216(11)      | 87,51(12) j      | β−                        | 35Cl            | 3/2+           |
| 36S                  | 16                   | 20                   | 35,96708076(20)      | Stable           | Stable                    | Stable          | 0+             |
| 37S                  | 16                   | 21                   | 36,97112557(21)      | 5,05(2) min      | β−                        | 37Cl            | 7/2-           |
| 38S                  | 16                   | 22                   | 37,971163(8)         | 170,3(7) min     | β−                        | 38Cl            | 0+             |
| 39S                  | 16                   | 23                   | 38,97513(5)          | 11,5(5) s        | β−                        | 39Cl            | (3/2,5/2,7/2)- |
| 40S                  | 16                   | 24                   | 39,97545(15)         | 8,8(22) s        | β−                        | 40Cl            | 0+             |
| 41S                  | 16                   | 25                   | 40,97958(13)         | 1,99(5) s        | β− (>99,9 %)              | 41Cl            | (7/2-)#        |
| 41S                  | 16                   | 25                   | 40,97958(13)         | 1,99(5) s        | β−, n (<0,1 %)            | 40Cl            | (7/2-)#        |
| 42S                  | 16                   | 26                   | 41,98102(13)         | 1,013(15) s      | β− (96 %)                 | 42Cl            | 0+             |
| 42S                  | 16                   | 26                   | 41,98102(13)         | 1,013(15) s      | β−, n (4 %)               | 41Cl            | 0+             |
| 43S                  | 16                   | 27                   | 42,98715(22)         | 260(15) ms       | β− (60 %)                 | 43Cl            | 3/2-#          |
| 43S                  | 16                   | 27                   | 42,98715(22)         | 260(15) ms       | β−, n (40 %)              | 42Cl            | 3/2-#          |
| 43mS                 | 319(5) keV           | 319(5) keV           | 319(5) keV           | 480(50) ns       |                           |                 | (7/2-)         |
| 44S                  | 16                   | 28                   | 43,99021(42)         | 100(1) ms        | β− (82 %)                 | 44Cl            | 0+             |
| 44S                  | 16                   | 28                   | 43,99021(42)         | 100(1) ms        | β−, n (18 %)              | 43Cl            | 0+             |
| 45S                  | 16                   | 29                   | 44,99651(187)        | 68(2) ms         | β−, n (54 %)              | 44Cl            | 3/2-#          |
| 45S                  | 16                   | 29                   | 44,99651(187)        | 68(2) ms         | β− (46 %)                 | 45Cl            | 3/2-#          |
| 46S                  | 16                   | 30                   | 46,00075(75)#        | 50(8) ms         | β−                        | 46Cl            | 0+             |
| 47S                  | 16                   | 31                   | 47,00859(86)#        | 20# ms [>200 ns] | β−                        | 47Cl            | 3/2-#          |
| 48S                  | 16                   | 32                   | 48,01417(97)#        | 10# ms [>200 ns] | β−                        | 48Cl            | 0+             |
| 49S                  | 16                   | 33                   | 49,02362(102)#       | <200 ns          | n                         | 48S             | 3/2-#          |

1. ↑  Isotopes stables en gras.
2. ↑  Possède un noyau à halo à 2 protons.
3. ↑  Théoriquement l'isotope le plus lourd stable avec un nombre égal de protons et de neutrons.

### Remarques
- La précision de l'abondance isotopique et de la masse atomique est limitée par des variations. Les échelles de variations données sont normalement valables pour tout matériel terrestre normal.
- Les valeurs marquées # ne sont pas purement dérivées des données expérimentales, mais aussi au moins en partie à partir des tendances systématiques. Les spins avec des arguments d'affectation faibles sont entre parenthèses.
- Les incertitudes sont données de façon concise entre parenthèses après la décimale correspondante. Les valeurs d'incertitude dénotent un écart-type, à l'exception de la composition isotopique et de la masse atomique standard de l'IUPAC qui utilisent des incertitudes élargies[3].